# Anabasis pelliotii
Anabasis pelliotii Danguy – gatunek rośliny z rodziny szarłatowatych (Amaranthaceae Juss.). Występuje naturalnie w Tadżykistanie, Uzbekistanie oraz zachodnich Chinach (w południowo-zachodniej części regionu autonomicznego Sinciang). 

## Morfologia
PokrójBylina o owłosionych pędach.
LiścieMają równowąski kształt. Mierzą 6–12 mm długości i 1 mm szerokości. Blaszka liściowa jest o niemal ostrym wierzchołku.
KwiatyPojedyncze, rozwijają się w kątach pędów. Działki kielicha mają eliptyczny kształt i dorastają do 2–3 mm długości.

## Biologia i ekologia
Kwitnie od sierpnia do października.